# Shuttle della carnitina
Detto anche sistema navetta, è una serie di tre reazioni enzimatiche che hanno come scopo quello di far passare attraverso la membrana mitocondriale gli acidi grassi con 14 o più atomi di carbonio (quelli con 12 o meno atomi di carbonio possono entrare nei mitocondri senza l'aiuto di trasportatori di membrana).

## Le reazioni
1) La prima reazione è quella catalizzata da una famiglia di isozimi (specifici a seconda della lunghezza della catena dell'acido grasso) presenti sulla membrana mitocondriale esterna noti come Acil-CoA sintetasi:
Acido grasso + CoA + ATP ↔ acil-CoA + AMP + gruppo fosfato
La reazione implica la formazioni di un intermedio acil-adenilato e avviene quindi in due tappe.
2) La seconda reazione è catalizzata dalla carnitina aciltrasferasi I, presente sulla membrana mitocondriale esterna. In questa reazione l'acil-CoA si lega transitoriamente al gruppo ossidrilico della carnitina formando acil-carnitina.
3) L'estere acil-carnitina attraversa la membrana mitocondriale mediante diffusione facilitata da un trasportatore, così l'enzima carnitina aciltrasferasi II può dare inizio alla terza reazione. In questa tappa finale dello shuttle della carnitina il gruppo acilico viene trasferito dalla carnitina al coenzima A intramitocondriale.